# Ex-Hacienda de Ortega
Ex-Hacienda de Ortega är en ort i Mexiko.   Den ligger i kommunen San Luis de la Paz och delstaten Guanajuato, i den centrala delen av landet, 240 km nordväst om huvudstaden Mexico City. Ex-Hacienda de Ortega ligger 2 177 meter över havet och antalet invånare är 752.
Terrängen runt Ex-Hacienda de Ortega är kuperad åt nordost, men åt sydväst är den platt. Runt Ex-Hacienda de Ortega är det glesbefolkat, med 18 invånare per kvadratkilometer. Närmaste större samhälle är San Luis de la Paz, 11,9 km väster om Ex-Hacienda de Ortega. Omgivningarna runt Ex-Hacienda de Ortega är i huvudsak ett öppet busklandskap.